# Masters de Tailandia
El Masters de Tailandia fue un torneo de snooker que se celebró en aquel país asiático entre 1983 y 2006. Fue de ranking entre 1989 y 1990 y desde 1992 hasta 2002. Marco Fu, que se impuso (5-3) a Issara Kachaiwong en la postrera edición, quedó como último campeón.

## Historia

### Ganadores
| Año                                  | Ganador             | Resultado | Subcampeón        | Referencias |
| ------------------------------------ | ------------------- | --------- | ----------------- | ----------- |
| Masters de Tailandia (de invitación) |                     |           |                   |             |
| 1983                                 | Tony Meo            | 2-1       | Steve Davis       |             |
| 1984                                 | Jimmy White         | 4-3       | Terry Griffiths   | [ 1 ]       |
| 1985                                 | Dennis Taylor       | 4-3       | Terry Griffiths   | [ 1 ]       |
| 1986                                 | James Wattana       | 2-1       | Terry Griffiths   | [ 1 ]       |
| Abierto de Asia (de ranking)         |                     |           |                   |             |
| 1989                                 | Stephen Hendry      | 9-6       | James Wattana     | [ 2 ]       |
| 1990                                 | Stephen Hendry      | 9-3       | Dennis Taylor     | [ 2 ]       |
| Masters de Tailandia (de invitación) |                     |           |                   |             |
| 1991                                 | Steve Davis         | 6-3       | Stephen Hendry    | [ 1 ]       |
| Abierto de Asia (de ranking)         |                     |           |                   |             |
| 1992                                 | Steve Davis         | 9-3       | Alan McManus      | [ 2 ]       |
| 1993                                 | Dave Harold         | 9-3       | Darren Morgan     | [ 2 ]       |
| Abierto de Tailandia (de ranking)    |                     |           |                   |             |
| 1994                                 | James Wattana       | 9-7       | Steve Davis       | [ 1 ]       |
| 1995                                 | James Wattana       | 9-6       | Ronnie O'Sullivan | [ 1 ]       |
| 1996                                 | Alan McManus        | 9-8       | Ken Doherty       | [ 1 ]       |
| 1997                                 | Peter Ebdon         | 9-7       | Nigel Bond        | [ 1 ]       |
| Masters de Tailandia (de ranking)    |                     |           |                   |             |
| 1998                                 | Stephen Hendry      | 9-6       | John Parrott      | [ 1 ]       |
| 1999                                 | Mark Williams       | 9-7       | Alan McManus      | [ 1 ]       |
| 2000                                 | Mark Williams       | 9-5       | Stephen Hendry    | [ 1 ]       |
| 2001                                 | Ken Doherty         | 9-3       | Stephen Hendry    | [ 1 ]       |
| 2002                                 | Mark Williams       | 9-4       | Stephen Lee       | [ 1 ]       |
| Masters de Tailandia (de invitación) |                     |           |                   |             |
| 2003                                 | Noppadon Noppachorn | 5-4       | Rom Surin         | [ 1 ]       |
| 2006                                 | Marco Fu            | 5-3       | Issara Kachaiwong | [ 1 ]       |